# HMS Terpsichore (R33)
HMS Terpsichore (R33/D48/F19) là một tàu khu trục lớp T được Hải quân Hoàng gia Anh Quốc chế tạo trong Chương trình Khẩn cấp Chiến tranh để phục vụ trong Chiến tranh Thế giới thứ hai. Sống sót qua cuộc chiến tranh, nó được cải biến thành một tàu frigate nhanh chống tàu ngầm Kiểu 16 vào năm 1953, mang ký hiệu lườn mới F19, và tiếp tục phục vụ cho đến khi bị tháo dỡ năm 1966.

## Thiết kế và chế tạo
Terpsichore được chế tạo tại xưởng tàu của hãng William Denny and Brothers ở Dumbarton, Scotland; và được đặt lườn vào ngày 25 tháng 11 năm 1941. Nó được hạ thủy vào ngày 17 tháng 6 năm 1943 và nhập biên chế cùng Hải quân Hoàng gia vào ngày 20 tháng 1 năm 1944.

## Lịch sử hoạt động
Terpsichore được đặt dưới quyền chỉ huy của Trung tá Hải quân Alfred Charles Behague từ tháng 11 năm 1943 đến ngày 5 tháng 1 năm 1945, và của Trung tá Hải quân từ ngày 5 tháng 1 năm 1945 đến tháng 10 năm 1945.
Sau chiến tranh nó được cải biến thành một tàu frigate nhanh chống tàu ngầm Kiểu 16 vào năm 1953, mang ký hiệu lườn mới F19. Nó bị tháo dỡ tại Troon vào tháng 5 năm 1966.